# Villa Unión, Oaxaca
Villa Unión är en ort i Mexiko.   Den ligger i kommunen Santa María Tonameca och delstaten Oaxaca, i den sydöstra delen av landet, 500 km sydost om huvudstaden Mexico City. Villa Unión ligger 131 meter över havet och antalet invånare är 181.
Terrängen runt Villa Unión är kuperad norrut, men söderut är den platt. Runt Villa Unión är det ganska glesbefolkat, med 45 invånare per kvadratkilometer. Närmaste större samhälle är San Juanito o la Botija, 5,3 km väster om Villa Unión. Omgivningarna runt Villa Unión är en mosaik av jordbruksmark och naturlig växtlighet.